# Pallavicino (Palermo)
Pallavicino (Paḍḍavicinu in siciliano) è il ventitreesimo quartiere di Palermo, compreso nella VII Circoscrizione. Con il toponimo si indica anche la quarantaseiesima Unità di Primo Livello della città. 

## Geografia fisica
Pallavicino sorge nel territorio della Piana dei Colli, alle falde del Monte Pellegrino, nella zona nord della città.
Confina:
- a nord con il quartiere Partanna-Mondello;
- a nord-ovest con il quartiere Tommaso Natale-Sferracavallo;
- a sud con il quartiere Resuttana-San Lorenzo;
- a est con il quartiere Montepellegrino.

Fino alla prima metà del Novecento, l'area verde del borgo aveva mantenuto l'antica vocazione agricola ed era destinata in primo luogo ai vigneti, mentre la zona residenziale era circondata da cinture di compartimenti arborei e floreali, come delineato dall'originaria pianificazione urbanistica di stampo anglosassone. L'intero territorio era ricco di corsi d'acqua e dotato di una rigogliosa vegetazione: quest'ultima è oggi conservata all'interno del confinante Parco della Favorita e nelle ville nobiliari costruite a cavallo tra il XVII e il XIX secolo, mentre è andata in gran parte perduta nelle strade della borgata a causa dell'edificazione selvaggia avvenuta negli anni Sessanta, nota come sacco di Palermo. Tale evento ha causato la distruzione di una quantità significativa del verde storico nella pianura e il deturpamento dei borghi che sorgevano al suo interno.

## Origini del nome
Il toponimo del quartiere è legato all'omonima villa seicentesca appartenuta all'antica casata feudale genovese dei Pallavicino, illustre famiglia di finanzieri giunta a Palermo intorno al 1637, dopo aver ottenuto l'investitura della contea delle Egadi dal sovrano Filippo IV di Spagna.

## Storia
Pallavicino è uno dei borghi sorti nell'estesa pianura del confine settentrionale e il cui sviluppo è stato legato, in origine, all'interesse della classe aristocratica verso il ricco territorio al di fuori delle antiche mura cittadine, iniziato a manifestarsi intorno alla fine del XVII secolo.  
Tra l'attuale quartiere di Pallavicino e quello di Resuttana-San Lorenzo sorse, nel XVIII secolo, la residenza di Ferdinando I delle Due Sicilie, nota come Palazzina Cinese per via dello stile architettonico di ispirazione orientale.  
L'iniziale impianto del borgo, ideato secondo il modello della città-giardino, non è tuttavia pervenuto ai giorni nostri a causa del sacco di Palermo. Al netto di ciò, l'area mantiene una certa rilevanza storica per la presenza di importanti testimonianze architettoniche.  
All'inizio degli anni Cinquanta il quartiere ha annesso il Villaggio Ruffini, nucleo abitativo di edilizia residenziale pubblica sorto in prossimità di viale della Resurrezione per iniziativa del cardinale Ernesto Ruffini: dal suo ingresso a Palermo nel 1946, quest'ultimo si era impegnato nel porre un rimedio all'elevato tasso di distruzione causato dalla seconda guerra mondiale, che aveva lasciato un preoccupante numero di famiglie locali senza dimora e piegate dalle condizioni di miseria in cui riversavano le zone più colpite dai bombardamenti. Nel Villaggio confluirono i vecchi abitanti della Guadagna, dell'Albergheria e degli antichi nuclei di Piazza Grande, di via Perpignano e del quartiere Lo Cicero.    

## Monumenti e luoghi d'interesse
- Città dei Ragazzi, su viale Duca degli Abruzzi
- Museo Pitrè, su viale Duca degli Abruzzi
- Parco della Favorita
- Torre dell'Acqua, su viale Duca degli Abruzzi
- Villa Florio-Pignatelli, su via Artemisia Gentileschi
- Villa Niscemi, su Piazza Niscemi
- Villa Speziale, su via Mater Dolorosa
- Villa Spina, su viale Duca degli Abruzzi

## Geografia antropica
A Piazza Pallavicino confluiscono diversi assi viari che collegano il quartiere con la frazione di Mondello, con Piazza Leoni (nel quartiere Libertà) e con il Fondo Patti (nell'area Patti-Villaggio Ruffini). Il viale della Resurrezione, che oggi rappresenta un'arteria di grosso transito, rappresenta una via di connessione con il quartiere Resuttana-San Lorenzo. 

## Infrastrutture e trasporti
Il quartiere è servito dalle linee autobus urbane 616, 645 , 704 e 544, gestite dall'AMAT; inoltre, è collegato alla linea ferroviaria A, che collega la città all'aeroporto di Palermo-Punta Raisi. 